# Фельсберг (Гессен)
Фельсберг (нем. Felsberg) — город в Германии, в земле Гессен. Подчинён административному округу Кассель. Расположен в 25 км к югу от Касселя. Входит в состав района Швальм-Эдер.  Официальный код — 06 6 34 003.

## Территория и население
Население составляет 10 631 человек (на 31 декабря 2010 года). Занимает площадь 83,27 км².

## Выдающиеся личности
- Бенжамин Брамер — немецкий математик, архитектор[2].
- Эгберт Хайесен — участник Движения сопротивления нацистскому режиму в Германии[3].
- Гарольд Голдсмит — фехтовальщик[4].
- Гюнтер Бетчер — немецкий игрок гандбола[5].

## Галерея

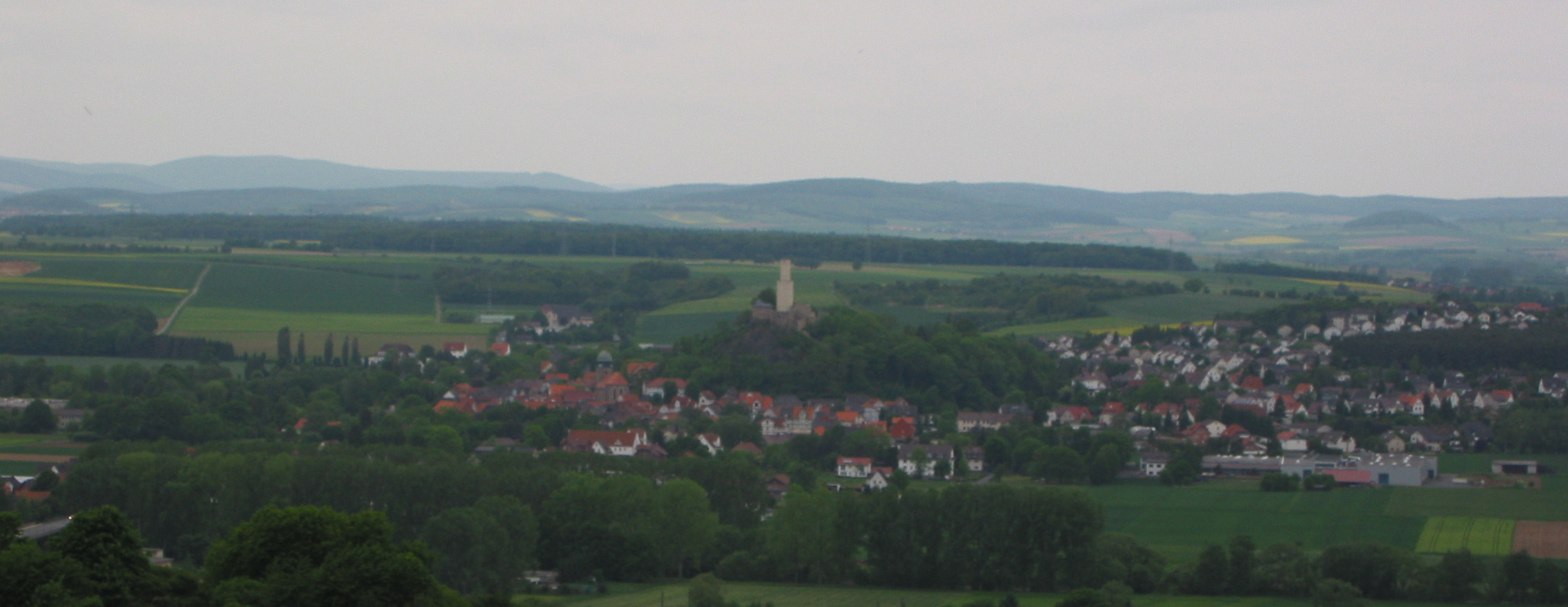
Фельсберг — панорама.
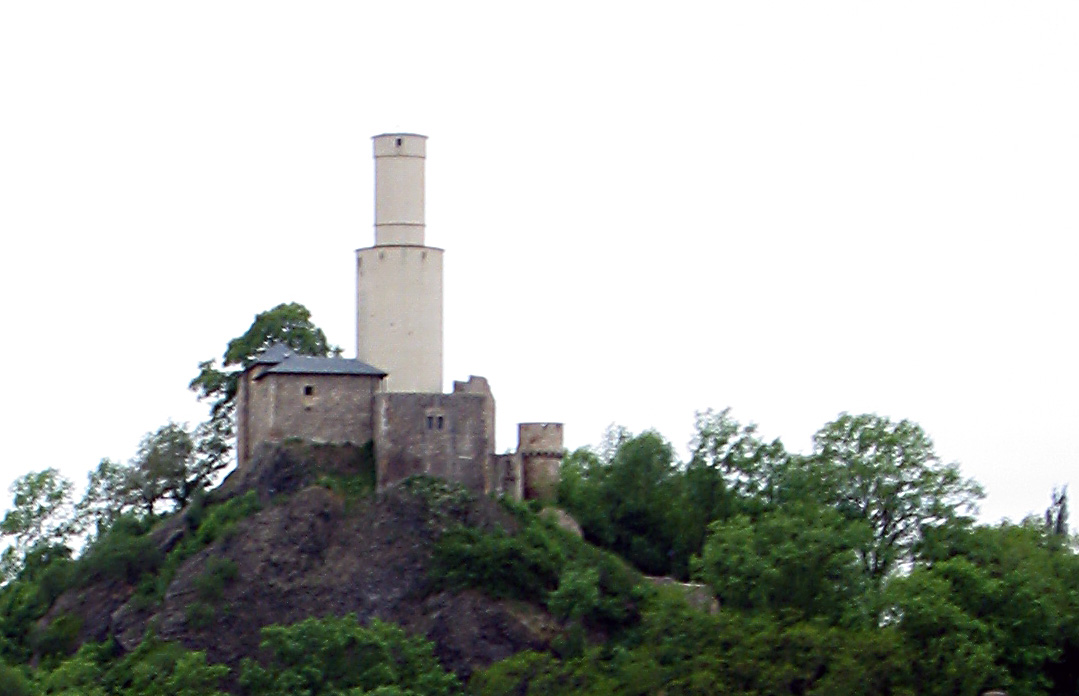
Фельсберг